# Argobooks
Argobooks ist ein Kunstbuchverlag in Berlin, Deutschland. Die Schwerpunkte liegen auf Büchern und Periodika zu Kunst und Theorie sowie dem Künstlerbuch. Der Verlag wurde 2007 in Berlin von Vanessa Adler gegründet.

## Programm
Der Verlag Argobooks hat seit seiner Gründung mehr als 250 Monografien, politische Reader, Ausstellungskataloge und Künstlerbücher zur zeitgenössischen Kunst herausgegeben, die in enger Zusammenarbeit mit bildenden Künstlern und Künstlerinnen entstehen. Unter anderem sind Bücher mit Ulf Aminde, Channa Horwitz, Helen Mirra, Olaf Nicolai, Heidi Specker, Iñigo Manglano-Ovalle, Chris Reinecke, Erik Steinbrecher, Heimo Zobernig erschienen. Das Programm wird international vertrieben und weltweit auf Buchmessen präsentiert. Argobooks kooperiert mit Museen, Kunstvereinen, Universitäten und Sammlern im In- und Ausland wie dem KW Institute for Contemporary Art, der Sammlung Haubrok, der neuen gesellschaft für bildende kunst und der Akademie der Künste in Berlin, der Hochschule für Künste Bremen, der Arctic University of Tromsø und der Villa Romana in Florenz. In jüngster Zeit erschienene Publikationen stehen in direktem Bezug zum Kulturleben in Berlin, wie z. B. ein „Palast für die Republik“ von Merlijn Schoonenboom, und „Berlin Interviews. 16 Künstler und Künstlerinnen über eine widersprüchliche Stadt“, geführt von Birgit Rieger und Claudia Wahjudi.

## Kunstbuchmesse „Friends with Books“
Argobooks setzt sich zudem für die Vernetzung unabhängiger Kunstverlage und Buchhandlungen ein. So gründete Adler 2014, gemeinsam mit der amerikanischen Kuratorin Savannah Gorton, die Kunstbuchmesse Friends with Books, die einmal jährlich im Hamburger Bahnhof – Museum für Gegenwart – Berlin ausgerichtet wird. Zugrunde liegt ein gemeinnütziger Verein, der Unterstützung durch öffentliche Institutionen, wie zum Beispiel dem Berliner Senat und dem Hauptstadtkulturfonds, erhielt. Die mit bis zu 200 teilnehmenden internationalen Künstlern und Künstlerinnen, Kunstverlagen und Kunstbuchhandlungen seit 2015 in diesem Rahmen stattfindende Veranstaltung zählte zuletzt, laut den Veranstalterinnen, bis zu 10.000 Besuchende. 2020 konnte sie wegen der Covid-19-Maßnahmen nicht stattfinden.

## Karte der Berliner Buchläden
Darüber hinaus initiierte und verlegt Adler mit Argobooks die „Karte der Berliner Buchläden“, die zum ersten Mal 2018 erschien, und seither jährlich in einer überarbeiteten Auflage publiziert wird. Diese Karte macht rund 175 Buchhandlungen aus Berlin sichtbar, die sich auf Literatur aus bestimmten Ländern und Kontinenten, oder auch bestimmte Themen spezialisiert haben. Sie repräsentieren den unabhängigen, zumeist inhabergeführten Buchhandel, der mit seinem Angebot eine wichtige Vermittlerfunktion einnimmt. Die Idee der Herausgeberin ist, Menschen dazu anzuregen, sich diese Buch-Orte zu erlaufen, und mit der Buchhändlerin oder dem Buchhändler vor Ort ins Gespräch über Literatur zu kommen.

## Auszeichnungen
Auf der Frankfurter Buchmesse wurde Argobooks im Herbst 2019 mit dem ersten Deutschen Verlagspreis ausgezeichnet. Die ausgezeichneten Verlage müssen u. a. über ein besonderes verlegerisches Profil verfügen, kulturelles Engagement im Bereich Lese- und Kulturförderung zeigen, und überzeugende innovative Projekte umsetzen.